# Ted Serios
Ted Serios byl známý tím, že údajně dokázal obtisknout myšlenku na fotografický materiál. Tato schopnost se v angličtině nazývá thoughtography, čili fotografie myšlenek. Poprvé se představil světu v roce 1964 v americkém Chicagu, kdy „nafotil“ několik obrázků, které si předtím vryl do paměti.

## Život
Ted Serios sloužil původně v americkém námořnictvu. Později pracoval v Denveru jako hotelový poslíček a obsluha výtahu (liftboy). Na lidových zábavách a soukromých večírcích začal vystupovat asi v polovině 60. let 20. století jako Muž, který fotografuje svoje myšlenky. Denverský parapsycholog Jule Eisenbud s Tedem Seriosem provedl asi v polovině 60. let 20. století ve své laboratoři řadu experimentů. V roce 1966 vystupoval Ted Serios v prestižní Talk Show stanice ABC a o jeho schopnostech se tak dozvěděla široká americká veřejnost. V následujícím období předváděl Ted Serios svoje neobvyklé schopnosti před živým publikem ve velkých přednáškových sálech po celých Spojených státech amerických. Úspěšnost blížící se 90 procentům implikovala podezření z podvodu. Julie Eisenbud požádal amerického psychologa a experta na parapsychologii Josepha Gaithera Pratta (1910–1979) a amerického psychiatra Iana Pretymana Stevensona (1918–2007) (oba pracovali v Department of Psychiatry na Virginia State University) o nezávislé a objektivní testování Seriosových schopností. (Některé pokusy byly prováděny ve Faradayově kleci, která odstiňuje vnější elektromagnetické záření.) Během celé řady experimentů nebyl odhalen žádný trik. Štáb berlínské televize (na popud freiburského profesora Dr. Hanse Bendera) o Tedu Seriosovi natočil dokument An der Grenze der Vernunft (Na hranici rozumu) a zároveň filmaři pořídili i sérii snímků, jež jsou uloženy v denverském Museum of Natural History. Jule Eisenbud v roce 1967 publikoval o Tedu Seriosovi článek v časopise Psychoanalytic Revue, ve kterém konstatoval, že „mentální fotografie je nejvýznamnější příspěvek k pochopení duševních pochodů od té doby, co Sigmund Freud založil psychoanalýzu.“ Začátkem léta roku 1968 vytvořil Ted Serios svůj poslední „mentální snímek“, který zobrazoval spuštěnou oponu. Serios reagoval tou dobou popudlivě na projevy nedůvěry v jeho schopnosti, rád a často se pouštěl do hádek a začal propadat alkoholismu. Svoje schopnosti tak záhy rychle a navždy ztratil.

## Pokusy a testování Jule Eisendunda
Schopnosti Teda Seriose vešly ve světovou známost zejména díky zkušenému americkému psychologovi Jule Eisenbundovi. Ten zprvu nevěřil, že je možno myšlenkovou fotografii vytvořit a aby to prokázal a ozřejmil tak domnělý podvod, smluvil si se Seriosem v roce 1963 schůzku. Stalo se tak 3. dubna v Chicagu, kde fotograf pobýval. Aby Eisendund zamezil jakémukoli případnému Seriosovu pokusu o využití upravené techniky, přinesl tehdy vlastní ověřený fotoaparát a film zakoupený v den schůzky v Coloradu, kde vyučoval na univerzitě. Během pokusu měl Seriose neustále pod dohledem, kontroloval doslova každý jeho krok. Jaké potom bylo jeho překvapení, když nejenom nezaznamenal žádný, byť sebemenší, pokus o podvrh, ale – co neuvěřitelného se stalo – na diapozitivu, který měl zobrazovat Seriosovu bolestnou grimasu, nalezl po několika minutách od pokusu dva objekty, později identifikované a prokázané jako Frauenkirche, tedy 2 věže nacházející se v Mnichově, kde Serios nedlouho předtím krátce pobýval![zdroj?]
Následně nadšený profesor podrobil Teda Seriose četným pokusům. Zkoumal, zda fotografie myšlenek vzniknou i v izolovaném prostředí Faradayovy klece či zda se dají pořídit i z větší vzdálenosti. K úžasu mnohých přihlížejících se všechny vydařily a ve své době se stal Serios poměrně vděčným předmětem novinových článků, do kterých každý občas přidal trochu fikce, která později lehce znehodnotila ojedinělé Seriosovo nadání.[zdroj?]
Na stovkách snímků, pořízených Seriosem,[zdroj?] se během několika let jeho experimentů zobrazily mj. jeho podprahové vjemy včetně technických nedostatků, mnohá místa z Kanady, USA a některých evropských míst.[zdroj?] Při některých extrémních pokusech dokázal fotografii vytvořit i za sledování padesáti diváků ve studiu a snímání televizních kamer.[zdroj?] Zdokumentovány jsou prakticky všechny jeho úspěšné pokusy (neúspěšné zaznamenával převážně v době, kdy ho svět ještě neznal).[zdroj?]

## Serios - podvodník a iluzionista?
Dva američtí novináři, kteří zkoumali tento jev napsali, že se jedná o podvod.[zdroj?] Argumentem jim k tomu posloužil přístroj, který Serios používal pro tvorbu dokonalých fotografií označovaný jako GISMO. Jedná se o využití cca 30 centimetrů dlouhé rourky, která dle Seriose zamezovala přístupu okolního světla do objektivu a napomáhala mu soustředit se. S tímto postojem souhlasila drtivá většina vědců, kteří pokusy sledovali.
Ačkoliv dokonce prohlásili možnost podvodu jako naprosto mizivou, protože Serios byl dlouho před experimentem pokaždé bedlivě pozorován a vytvořit natolik autentické snímky, jaké vytvořil, podvrhem se jeví téměř nemožné, objevila se skupina novinářů, která vyznávala pragmatickou teorii – tedy, že co nevidíme a nemůžeme všichni ohmatat, to zkrátka není a nemůže být.[zdroj?] Tento logický argument nedal spát zejména Jamesi Randimu, populárnímu zámořskému iluzionistovi, který měl s vytvářením různých fikcí dalekosáhlé zkušenosti. Tvrdil, že se do gisma dá vložit již hotový diapozitiv nebo případně objekt, jež bude následně Seriosem vyfocen. Vzhledem k tomu, že se tato možnost nedá stoprocentně vyvrátit, musíme na ni také nahlížet jako na možnou pravdu. I když vzhledem k sofistikovaným opatřením pro zamezení podvodu a mnohým nezávislým odborným pozorovatelům se dá pravděpodobnost této domněnky vymezit na velmi malou. Randi sám totiž ani jím zmiňovaný postup neprovedl a neprokázal jeho funkčnost.

## Dovětek
Ted Serios je druhým veřejně známým případem takovéto schopnosti. První myšlenkové fotografie pořizoval již kolem roku 1910 Japonec Tomokichi Fukurai a to různými v té době možnými technikami. Pro své snímky často využíval také jiných osob a i v dalších aspektech se od Seriose v mnohém liší.
V roce 1983 konal první experimenty se zapálenou svíčkou a tzv. „mentální fotografií“ spisovatel, publicista a badatel Jiří Kuchař se Zdeňkem Krušinou ve sklepní garáži v domě u Krušinů. Při pokusech se oba dívali na plamen svíčky a po nějaké době se pokusili tento obraz přenést na planfilm. To, co se ale občas na planfilmu objevilo zpočátku ani vzdáleně neodpovídalo požadované mentální fotografii plamene svíčky. Teprve během několika měsíců se začaly na planfilmy projektovat tvary, které požadovaný vzor alespoň připomínaly. Zdeněk Krušina byl nakonec (po měsících tréninku) schopen exponovat na planfilm i několik souběžných plamenů.